# Jean-Jacques Philipp
Pour les articles homonymes, voir Philipp.
Jean-Jacques Philipp, né le 10 mars 1961 à Bessancourt (Val-d'Oise), est un coureur cycliste français, professionnel de 1986 à 1988.

## Palmarès sur route

### Palmarès amateur
- 1979
  - 2e du championnat d'Île-de-France sur route juniors
- 1980
  - Paris-Montdidier
- 1981
  - Grand Prix du Printemps
- 1982
  - Ronde de l'Oise
  - Tour de l'Essonne
  - 3e de Paris-Ézy
- 1983
  - Paris-Montdidier
  - Paris-Rouen
- 1984
  - Tour de l'Essonne
  - 3e de la Ronde de l'Oise
- 1985
  - Palme d'or Merlin-Plage
  - Boucles catalanes
  - Paris-Ézy
  - Paris-Troyes
  - Tour du Vaucluse :
    - Classement général
    - Prologue et 2e étape

  - Paris-Barentin
  - Prologue, 1re, 2e (contre-la-montre par équipes) et 3e étapes du Ruban granitier breton
  - 1re étape du Tour de la Vienne
  - 2e du championnat de France des comités
- 1989
  - Paris-Ézy
  - 2e de Paris-Barentin
  - 3e du Grand Prix de Lillers
  - 3e du Grand Prix de Luneray

### Palmarès professionnel
- 1986
  - 9e étape du Tour du Portugal
- 1987
  - 2e étape du Tour du Vaucluse
  - 1re et 2e étapes du Tour d'Armorique

### Résultats sur les grands tours

#### Tour d'Espagne
2 participations
- 1987 : abandon
- 1988 : 116e (lanterne rouge)

## Palmarès en cyclo-cross
- 1978-1979
  - 2e du championnat d'Île-de-France de cyclo-cross juniors
  - 3e du championnat de France de cyclo-cross juniors
- 1980-1981
  - 3e du championnat d'Île-de-France de cyclo-cross
- 1988-1989
  - 1re et 4e étapes du Tour du Val d'Orge
  - 3e du Tour du Val d'Orge